# Trattato Giappone-Corea del 1904
Il trattato Giappone-Corea del 1904 (hangul: 한일의정서; hanja: 韓日議定書) fu stipulato tra i rappresentanti dell'Impero giapponese e dell'Impero coreano nel 1904. I negoziati si conclusero il 23 febbraio 1904. Nel 1965, con il trattato di normalizzazione dei rapporti tra Corea del Sud e Giappone, è stata stabilita la nullità del trattato.

## Disposizioni del trattato
Il preambolo del trattato affermava che l'inviato straordinario e ministro plenipotenziario di Sua Maestà l'imperatore del Giappone e il ministro di Stato per gli affari esteri ad interim di Sua Maestà l'imperatore di Corea erano "rispettivamente debitamente autorizzati" a negoziare e a concordare il linguaggio specifico del trattato bilaterale proposto. Il trattato prevedeva:
- Articolo 1 - Allo scopo di mantenere una permanente e solida amicizia tra il Giappone e la Corea e di stabilire saldamente la pace in Estremo Oriente, il Governo imperiale della Corea dovrà riporre piena fiducia nel Governo imperiale del Giappone e adottare i consigli di quest'ultimo per quanto riguarda i miglioramenti nell'amministrazione[3].

- Articolo 2 - Il Governo imperiale del Giappone, in uno spirito di ferma amicizia, garantirà la sicurezza e la tranquillità della Casa imperiale di Corea[3].

- Articolo 3 - Il Governo imperiale del Giappone garantisce definitivamente l'indipendenza e l'integrità territoriale dell'Impero coreano[3].

- Articolo 4 - Nel caso in cui il benessere della Casa imperiale di Corea o l'integrità territoriale della Corea siano messi in pericolo dall'aggressione di una terza potenza o da disordini interni, il Governo imperiale del Giappone prenderà immediatamente le misure necessarie secondo quanto richiesto dalle circostanze e, in tal caso, il Governo imperiale della Corea darà piena disponibilità a promuovere l'azione del Governo imperiale giapponese. Il Governo imperiale del Giappone può occupare, per il raggiungimento dell'obiettivo summenzionato, quando le circostanze lo richiedono, i luoghi necessari dal punto di vista strategico[3].

- Articolo 5 - I Governi dei due Paesi non concluderanno in futuro, senza reciproco consenso, accordi con una terza potenza contrari ai principi del presente protocollo[3].

- Articolo 6 - I dettagli relativi al presente protocollo saranno concordati, secondo le circostanze, tra il ministro degli affari esteri della Corea e il rappresentante dell'Impero giapponese[4].

— Hayashi Gonsuke,  Inviato Straordinario e Ministro Plenipotenziario (datato 23º giorno del 2º mese del 38º anno di Meiji)
— Yi Ji-yong, Ministro degli Affari Esteri ad interim (datato 23º giorno del 2º mese dell'8º anno di Gwangmu)

## Conseguenze
Dopo la firma del trattato, il Giappone giunse a rapire politici anti-giapponesi o filo-russi (come Yi Yong-ik, Gil Young-su, Yi Hak-gyun e Hyun Sang-geon), che furono sostituiti nei loro incarichi da funzionari coreani filo-giapponesi. 

## Rescissione del trattato

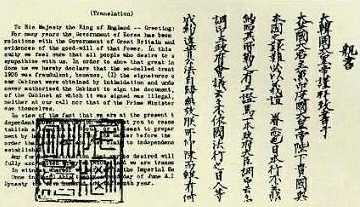
L'analisi di Gojong del trattato del 1905, uno dei tanti tentativi di invalidare le conseguenze del trattato

I coreani tentarono più volte di far invalidare le conseguenze indesiderate del trattato, presentando alla comunità internazionale prove del fatto che esso era stato imposto coercitivamente. Per esempio: 
- nel 1905 l'imperatore Gojong scrisse personalmente ai capi di Stato dei paesi che avevano stipulato trattati con la Corea; il governo coreano presentò appelli formali e inviò comunicazioni formali[8], ma questi gesti diplomatici furono inutili;
- nel 1907, in quello che a volte viene chiamato "l'affare degli emissari segreti dell'Aia", gli emissari coreani cercarono senza successo di ottenere assistenza internazionale alle Convenzione dell'Aia del 1907[9];
- nel 1921 i rappresentanti coreani tentarono di ottenere un'udienza alla Conferenza navale di Washington del 1921[10], ma gli sforzi risultarono inefficaci.

Questo trattato è stato confermato come "già nullo" dal trattato di normalizzazione dei rapporti tra Corea del Sud e Giappone concluso nel 1965. Nel 2010 il Giappone ha sostenuto che il punto di riferimento cronologico per "già nullo" fosse il 15 agosto 1948, quando fu istituito il governo della Repubblica di Corea. Questo punto di vista è contestato dall'analisi coreana, che interpreta il trattato del 1965 come il riconoscimento della nullità di tutti i trattati e gli accordi nippo-coreani dal 1904 in poi.